# セカニナ (小惑星)
セカニナ (1913 Sekanina) は、小惑星帯の小惑星。1928年にカール・ラインムートがハイデルベルクで発見した。
チェコ出身のアメリカの天文学者、ズデネク・セカニナに因んで命名された。